# Quest for Fire: Firestarter, Vol. 1
Quest for Fire: Firestarter, Vol. 1 è il secondo album in studio del rapper canadese Kardinal Offishall, pubblicato nel 2001.

## Tracce
1. Intro
2. BaKardi Slang
3. Mic T.H.U.G.S.
4. Husslin'
5. Ol' Time Killin (feat. Jully Black, Allistair, IRS & Wio-K)
6. Money Jane (Remix) (feat. Sean Paul & Jully Black)
7. Man by Choice
8. Maxine
9. U R Ghetto 2002
10. Quest for Love (feat. Solitair)
11. Powerfulll (feat. Jully Black & Tara Chase)
12. G Walkin' (feat. Glenn Lewis)
13. Gotta Get It (feat. Saukrates)
14. On wid da Show
15. Go Ahead Den